# Weißenborn (Sajonia)
Weißenborn es un municipio situado en el distrito de Sajonia Central, en el estado federado de Sajonia (Alemania), a una altitud de 550 metros. Su población a finales de 2016 era de unos 2500 habitantes y su densidad poblacional, 100 hab/km².